# Domadores de Cavalos
Domadores de Cavalos é um famoso par de estátuas colossais, geralmente identificadas como sendo dos irmãos Castor e Pólux, que desde a Antiguidade estão perto do local das antigas Termas de Constantino, no monte Quirinal em Roma. Os agentes de Napoleão queriam incluí-las entre as diversas obras de arte clássicas removidas de Roma depois do Tratado de Tolentino (1797), mas elas se revelaram grandes demais para serem movidas por longas distâncias. Sabe-se que elas são cópias romanas do século IV de originais gregos.
Por causa delas, o monte Quirinal era conhecido, durante a Idade Média, como monte Cavallo, uma nomenclatura ainda utilizada no século XIX.

## História
As gigantescas esculturas foram citadas no guia medieval conhecido como "Mirabilia Urbis Romae". Na época, as bases, já arruinadas, ainda ostentavam as inscrições "OPUS FIDIÆ" e "OPUS PRAXITELIS", atribuições fantasiosas provavelmente do final da Antiguidade. A obra relata que estes nomes eram "os nomes de dois videntes que chegaram em Roma na época de Tibério, nus, para contar a 'pura verdade': que os príncipes do mundo eram como cavalos que ainda não haviam sido montados por um verdadeiro rei".
Entre 1589 e 1591, o papa Sisto V patrocinou uma restauração das obras (incluindo a correção da inscrição para "Phideæ") e as colocou sobre novos pedestais flanqueando uma fonte, mais um dos triunfos da engenharia de Domenico Fontana, que já havia movido e reerguido o Obelisco do Vaticano na piazza San Pietro. Entre 1783 e 1786, as estátuas foram colocadas num ângulo entre si e um obelisco, recém-descoberto no Mausoléu de Augusto, foi reerguido entre elas, o Obelisco Quirinal. A atual fonte de granito, que servia de bebedouro para o gado no Fórum Romano (na época conhecido como Campo Vaccino) foi instalada entre elas em 1818.
Uma interpretação de que as estátuas representariam Alexandre, o Grande, e seu famoso cavalo Bucéfalo foi proposta em 1558 por Onofrio Panvinio, que sugeriu ainda que Constantino teria ordenado que elas fossem removidas de Alexandria para Roma. Esta tese tornou-se muito popular e muitos guias populares ainda se referiam às estátuas como sendo resultado de uma disputa entre Fídias e Praxíteles pela fama de criar a melhor estátua mesmo depois que mesmo os menos eruditos se deram conta que os dois famosos escultores morreram mais de um século antes que Alexandre.

## Influência
Por volta de 1560, um segundo par de estátuas colossais com cavalos foi descoberto e instalado no alto da Cordonata Capitolina, no Campidoglio.
A fama dos "Domadores de Cavalos" influenciou a criação de outras estátuas quando os patrocinadores queriam representar iconograficamente o comando de naturezas basais pelas mais elevadas. Os "Cavalos de Marly", obra de Guillaume Coustou, o Velho, para Luís XIV em Marly-le-Roi foram reinstaladas triunfalmente em Paris na época da Revolução Francesa, flanqueando a entrada das Champs-Elysées (atualmente cópias; as originais estão no Louvre). Na década de 1640, havia um plano para que réplicas em bronze fossem instaladas na entrada do Louvre e os moldes chegaram a ser feitos, mas o projeto fracassou. Paolo Triscornia esculpiu as primeiras cópias em escala real dos "Domadores" para a entrada do Manège (a escola de montaria da guarda real) em São Petersburgo.
A fama dos nus heroicos cresceu com o aparecimento da nova abordagem em relação à Antiguidade do Neoclassicismo: Richard Westmacott recebeu a encomenda de moldar uma cópia em bronze, em tamanho real, da estátua de "Fídias", acrescentando um escudo e uma espada, como tributo ao Duque de Wellington; a obra foi instalada no Hyde Park Corner, em frente à residência londrina do duque, a Apsley House, o que gerou um burburinho entre os franceses de que se trataria de uma estátua do próprio duque completamente nu. Christian Friedrich Tieck instalou cópias das estátuas, moldadas em ferro, no alto do Altes Museum de Karl Friedrich Schinkel em Berlim. Também em São Petersburgo, a Ponte Anichkov conta com quatro esculturas colossais dos "Domadores" em bronze moldadas pelo barão Peter Klodt von Urgensburg.
Finalmente, no Prospect Park, no bairro do Brooklyn em Nova Iorque, na entrada da Ocean Parkway, está instalada uma cópia em bronze moldada em 1899 por Frederick MacMonnies.

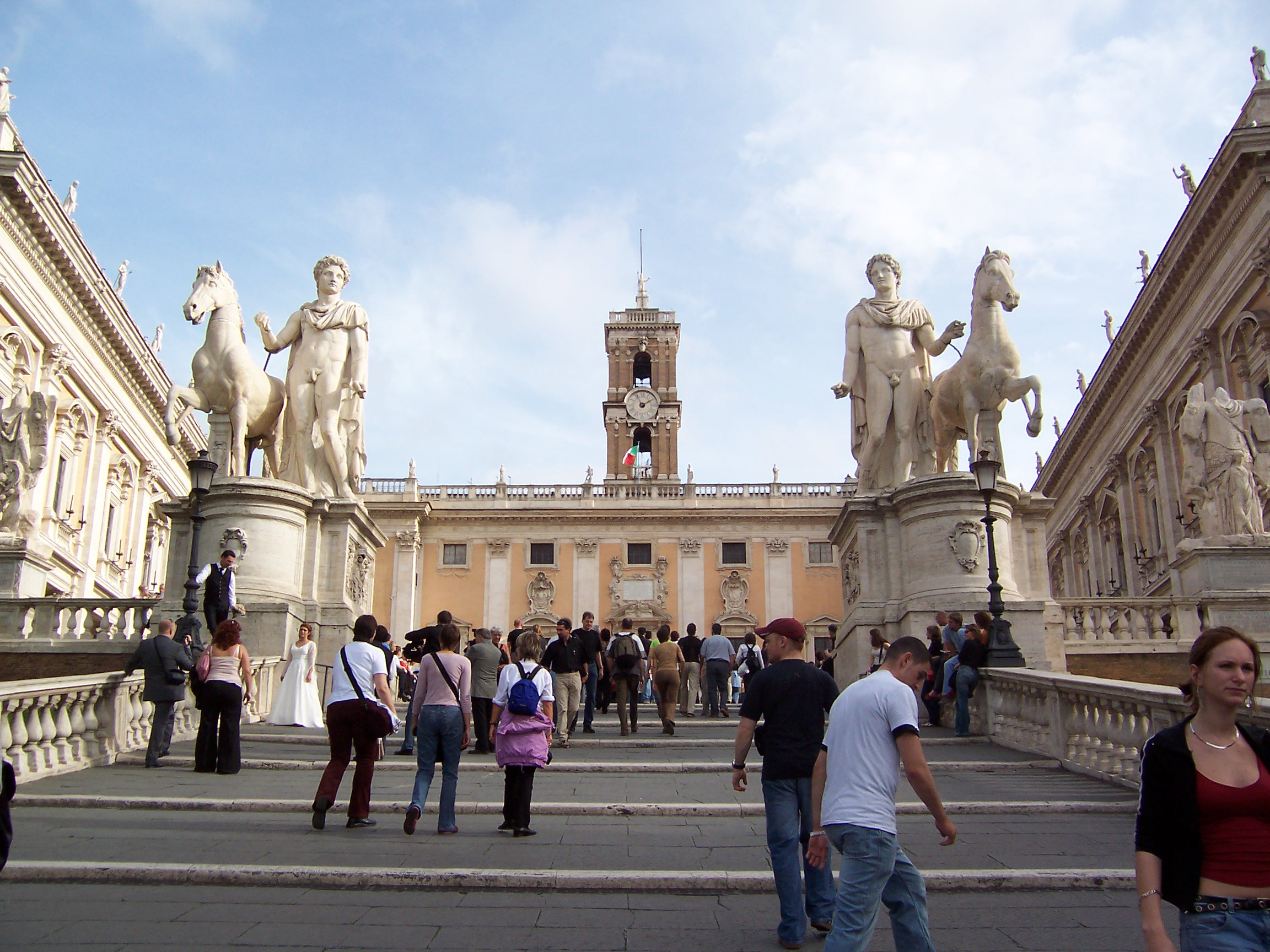
Os chamados "Dióscuros Capitolinos" no alto da Cordonata, em Roma.
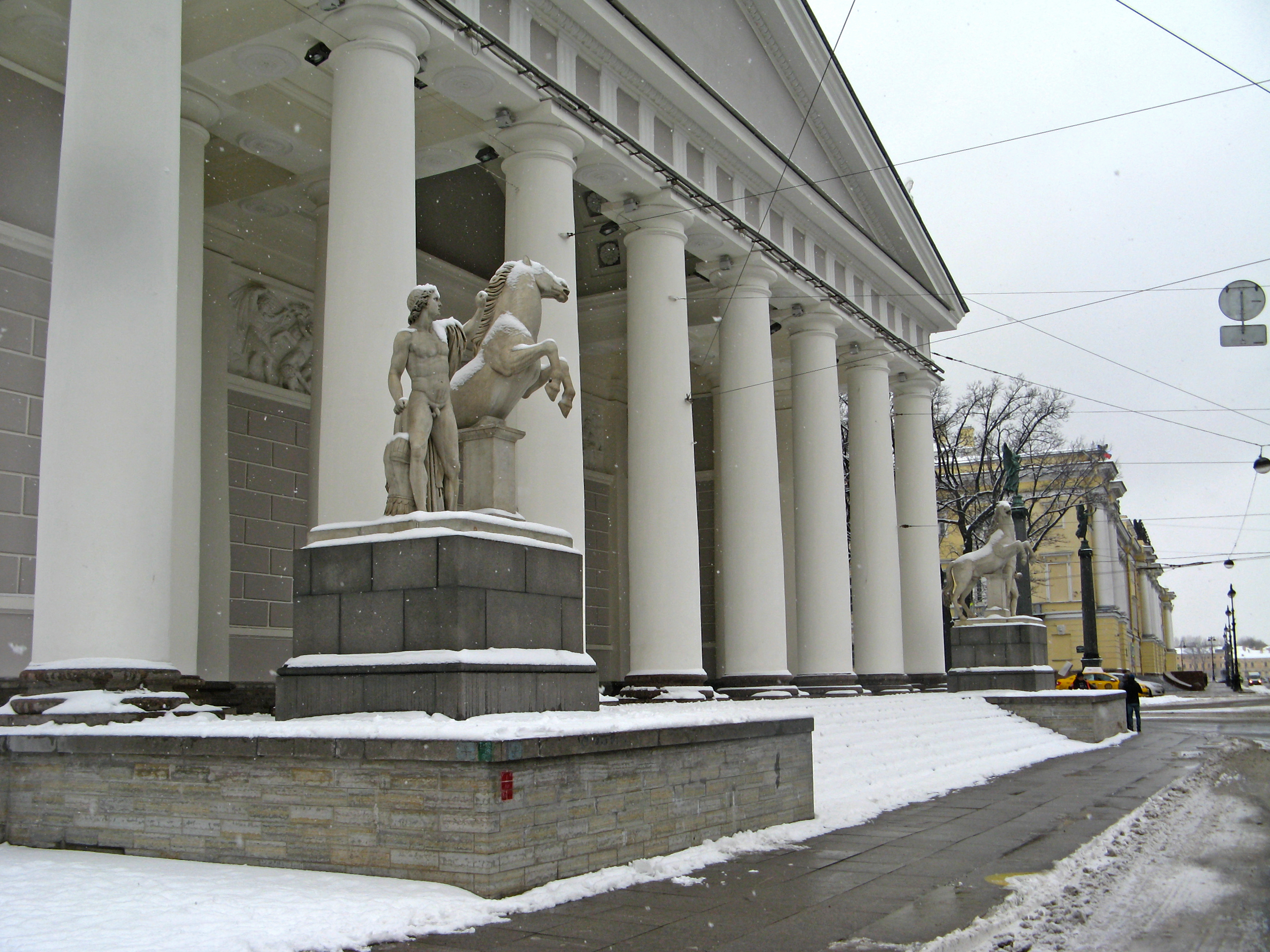
Os "Dióscuros de São Petersburgo".
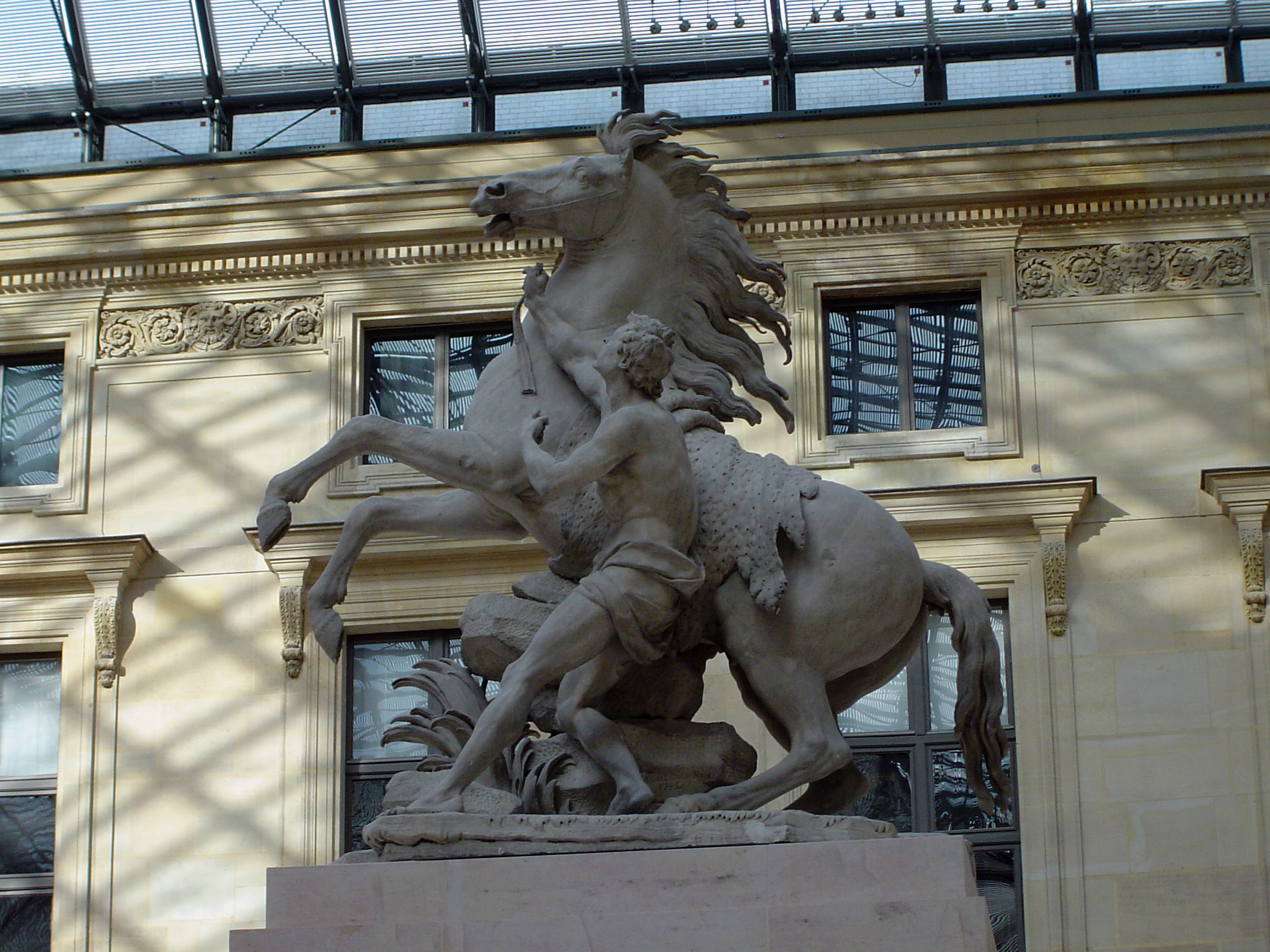
Um dos "Cavalos de Marly".